# Lirula exigua
Lirula exigua är en svampart som beskrevs av S. Kaneko 2003. Lirula exigua ingår i släktet Lirula och familjen Rhytismataceae.   Inga underarter finns listade i Catalogue of Life.